# Отражения № 3
«Отражения № 3» (нем. Miroirs No. 3) — немецкий драматический фильм 2025 года режиссёра Кристиана Петцольда по его же сценарию. Главные роли в фильме исполнили Паула Бер, Барбара Ауэр, Маттиас Брандт и Энно Требс.
Мировая премьера фильма состоялась 17 мая 2025 года на Каннском кинофестивале 2025 года в секции «Двухнедельник режиссёров». Фильм был также представлен на 42-м международном кинофестивале в Мюнхене.

## Сюжет
Во время поездки на выходные Лора выживает в автокатастрофе. Не пострадавшую, но потрясенную Лору приютила местная жительница, ставшая свидетельницей аварии, и стала за ней ухаживать. Несмотря на сопротивление её семьи, они начинают жить вместе.

## В ролях
- Паула Бер — Лора
- Барбара Ауэр — Бетти
- Маттиас Брандт — Ричард
- Энно Требс — Макс

## Производство
В августе 2024 года было объявлено о начале основных съёмок. Режиссёром фильма стал Кристиан Петцольд, главные роли исполнили Паула Бер, Барбара Ауэр, Маттиас Брандт и Энно Требс.
Miroirs No. 3 — 19-й полнометражный фильм Кристиана Петцольда как режиссёра и сценариста. Название фильма отсылает к пьесе Une barque sur l’océan («Барк на берегу океана») из фортепианного цикла Мориса Равеля Miroirs, одного из ключевых произведений французского импрессионизма. Паула Бер снялась в трех последних фильмах Петцольда — «Транзит» (2018), «Ундина» (2020) и «Красное небо» (2023). Во время съемок ей помогала берлинская концертирующая пианистка Адриана фон Франке, которая также записала для фильма заглавную композицию и прелюдию № 4 Фредерика Шопена.
Мировая премьера фильма состоялась на Каннском кинофестивале 2025 года в секции «Двухнедельник режиссёров» 17 мая 2025 года. Дистрибьюцией в США займется компания Metrograph Pictures.